# Euagrus leones
Espèce
Euagrus leones est une espèce d'araignées mygalomorphes de la famille des Euagridae.

## Distribution
Cette espèce est endémique de Mexico au Mexique,. Elle se rencontre vers le Desierto de los Leones.

## Description
La carapace du mâle holotype mesure 3,3 mm de long sur 2,7 mm.

## Étymologie
Son nom d'espèce lui a été donné en référence au lieu de sa découverte, Desierto de los Leones.

## Publication originale
- Coyle, 1988 : A revision of the American funnel-web mygalomorph spider genus Euagrus (Araneae, Dipluridae). Bulletin of the American Museum of Natural History, no 187, p. 203-292 (texte intégral).